# Palais Bulles
Le Palais Bulles est une villa de style maison bulle, située à Théoule-sur-Mer en France, dessinée en 1975 par l'architecte Antti Lovag pour le compte de l'industriel Pierre Bernard.

## Histoire
Conçu en 1975 puis construit entre 1979 et 1984 par l'architecte Antti Lovag, boulevard de l'Esterel à Théoule-sur-Mer, le Palais Bulles, avec ses mille hublots est en réalité la troisième maison de ce type construite par l'architecte atypique selon le courant de l'architecture organique. C'est la deuxième œuvre commandée par le riche industriel Pierre Bernard à l'architecte Antti Lovag mais celui-ci avait déjà expérimenté ses techniques de conception novatrices sur une première maison réalisée à Tourrettes-sur-Loup pour le compte d'Antoine Gaudet, surnommée Maison Bulles,. Le client fortuné souhaitait cette œuvre extravagante car il connaissait déjà les concepts architecturaux innovants d'Antti Lovag, précurseur de la Blob architecture. En effet, en 1971, il avait déjà fait construire pour lui, non loin de là, sa maison personnelle appelée Maison Bernard, devenue aujourd'hui musée.
L'architecte a voulu un retour aux racines, aux habitats ancestraux : les grottes, l'Habitat troglodytique... Un lieu tout art où l'expression de la beauté, la souplesse, l'harmonie et l'équilibre laissent libre cours à l'imagination. Tout, du sol au plafond, du dehors au dedans, épouse des formes sphériques. Une fois terminé, le bâtiment aurait dû devenir une structure d'hébergement multifonctionnelle mais après la mort du commanditaire Pierre Bernard en 1991, il est acheté par le célèbre couturier Pierre Cardin comme résidence d'été, car il est conquis par la sinuosité particulière de la structure, au point de la décrire comme "[ ...] mon coin de paradis" . Il le fait agrandir sans toutefois dénaturer l'essence architecturale du bâtiment, et en fait un lieu de réception (notamment pendant le festival de Cannes,) et y expose sa collection de mobilier, d'objets d'art et de design des sixties et seventies. Grâce aux grands espaces disponibles, le Palais Bulles est également choisi comme lieu d'événements corporatifs de la Maison de couture parisienne, défilés de mode, shootings photos et événements mondains divers. Pierre Cardin tente cependant de le vendre en 2016, pour un prix estimé à 350 millions d'euros.
Personne n'avait voulu acheter le palais Bulles quand il a été mis en vente, passant presque inaperçu. Pierre Cardin l'a acheté pour un prix dérisoire. Puis il a été imposé par les Beaux-Arts de recouvrir le palais de lierre, ce qu'il a fait avant qu'un jour il décide de tout arracher lui-même sans aval légal.
D'autres maisons de couture y organisent des défilés, comme Dior en 2015.
La Maison Gaudet, première réalisation du maître réalisée sans permis de construire est inscrite aux monuments historiques par le ministère de la Culture depuis 1998. Le palais Bulles l'est quant à lui depuis 1999. En 2016, l'architecte française Odile Decq achève une rénovation et une restauration conservatrice qui a duré cinq ans. À l'issue des travaux, le Palais Bulles est de nouveau mis en vente pour une courte durée au prix exorbitant de 400 millions d'euros, ce qui en fait l'un des biens immobilier les plus chers en Europe. Il n'est toujours pas vendu et depuis 2017 la maison Cardin choisit de l'utiliser comme complexe résidentiel de luxe. La structure peut donc être louée pour de courts séjours mais aussi pour des événements privés ou commerciaux. Depuis, le Palais Bulles a accueilli des conférences, des spectacles, des concerts, des mariages, des fêtes mais a également accueilli de nombreux événements d'entreprise, dont ceux de MTV, Canal +, Lego, Renault, Microsoft, Dassault, Rolls-Royce et Christian Dior,.

## Architecture
La maison de 1 200 m2 (cette surface est atteinte après les travaux engagés par Pierre Cardin) est composée de :
- Une salle de réception pouvant accueillir 350 personnes assises ;
- Un salon panoramique ;
- 10 suites, chacune originale, toutes décorées par des artistes contemporains tels que Patrice Breteau, Jérôme Tisserand, Daniel You, François Chauvin ou Gérard Le Cloarec ;
- Une piscine, des bassins et un jardin sur un espace de 8 500 m2 ;
- Un amphithéâtre à ciel ouvert de 370 m2 et 500 places.

### Extérieur
La Palais Bulles se dresse sur un tronçon de la côte Estérel d'une rare beauté, sur la colline de Théoule-sur-Mer dominant le golfe de la Napoule. L'ensemble de la structure résidentielle a une superficie d'environ 1 200 m2 et est réparti sur trois étages différents.
Sa morphologie sinueuse typique masque pourtant habilement cette subdivision en plans, puisque les formes d'une dizaine d'éléments sphériques se fondent de manière très plastique, organique et bigarrée, donnant vie à une succession labyrinthique d'espaces savamment interrompus par des escaliers, des terrasses, des arcades et des dômes parsemés d'une centaine de verrières, de hublots et de fenêtres ovales de différentes tailles qui donnent une saveur futuriste à l'ensemble,.
La particularité du travail de l'architecte hongrois Antti Lovag réside précisément dans la recherche de ces formes curvilignes dans tous les ouvrages de maçonnerie, avec une absence quasi totale d'arêtes vives et de cloisons linéaires,.
Les surfaces extérieures sont entièrement enduites et peintes dans une teinte rose intense, comme l'exige le strict plan directeur de l'Esterel, qui n'autorise l'utilisation que de teintes chromatiques en harmonie avec les couleurs de la nature environnante.[4] En plus du grand nombre de terrasses panoramiques, de jardins, de fontaines, de cascades et de pièces d'eau, la structure abrite également deux piscines et un théâtre en plein air d'une capacité de 500 personnes,.
Cette maison-sculpture de couleur ocre s'intègre parfaitement dans le site et se fond avec la couleur des collines de l'Esterel surplombant la mer et parsemant les terrasses, les piscines, les bassins et les murs.

### Intérieur
La structure comprend presque tous les espaces de vie destinés à l'hébergement résidentiel mais est également équipée de grandes salles panoramiques à usage commun, d'une salle de conférence interne, d'une cafétéria, d'un centre de bien-être, d'une réception et d'un grand garage souterrain. Comme pour l'extérieur, la plupart des intérieurs se caractérisent par une couleur rose intense, cependant cette dominante chromatique laisse également place à des ambiances aux tons blancs et bleus intenses.
À l'évidence, la morphologie curviligne se reproduit de manière cohérente à l'intérieur avec un rythme presque obsessionnel mais bien équilibré, avec une absence presque totale de parois linéaires et de cloisons. Du sol au plafond, des murs aux fenêtres-hublots, tout est ondulant et sphérique. Les formes sinueuses et arrondies impliquent les fenêtres et les cadres, ainsi que les divers équipements tels que les cheminées, les étagères, les baignoires, les lits ou les canapés, souvent partiellement insérés dans des structures de maçonnerie, contribuant à un sentiment de continuité entre l'intérieur et l'extérieur. Ces formes se prolongent ainsi dans la décoration avec des meubles conçus sur mesure pour épouser harmonieusement l'architecture par des artistes contemporains. Les espaces se caractérisent par l'absence de barrières et sont parfois délimitée par des baies vitrées rondes à ouverture à contrepoids, ou par des structures sphériques coulissantes ou ouvrantes à “bulles”, une solution au goût futuriste utilisée pour les nombreux environnements à fonction patio ou véranda.
La partie qui constituait la résidence privée de Pierre Cardin comprend également dix pièces, principalement des chambres, chacune décorée par un artiste différent : Gae Aulenti, Rodrigo Basilicati, Patrice Breteau, François Chauvin, Gérard Le Cloarec, Pierre Paulin, Alberto Posselli, Claude Prévost, Jérôme Tisserand et Daniel You. À l'intérieur se trouvent également quelques exemples de Sculptures utilitaires conçues en 1977 par Pierre Cardin lui-même dans le cadre d'une collection de mobilier aux formes sinueuses et ergonomiques.

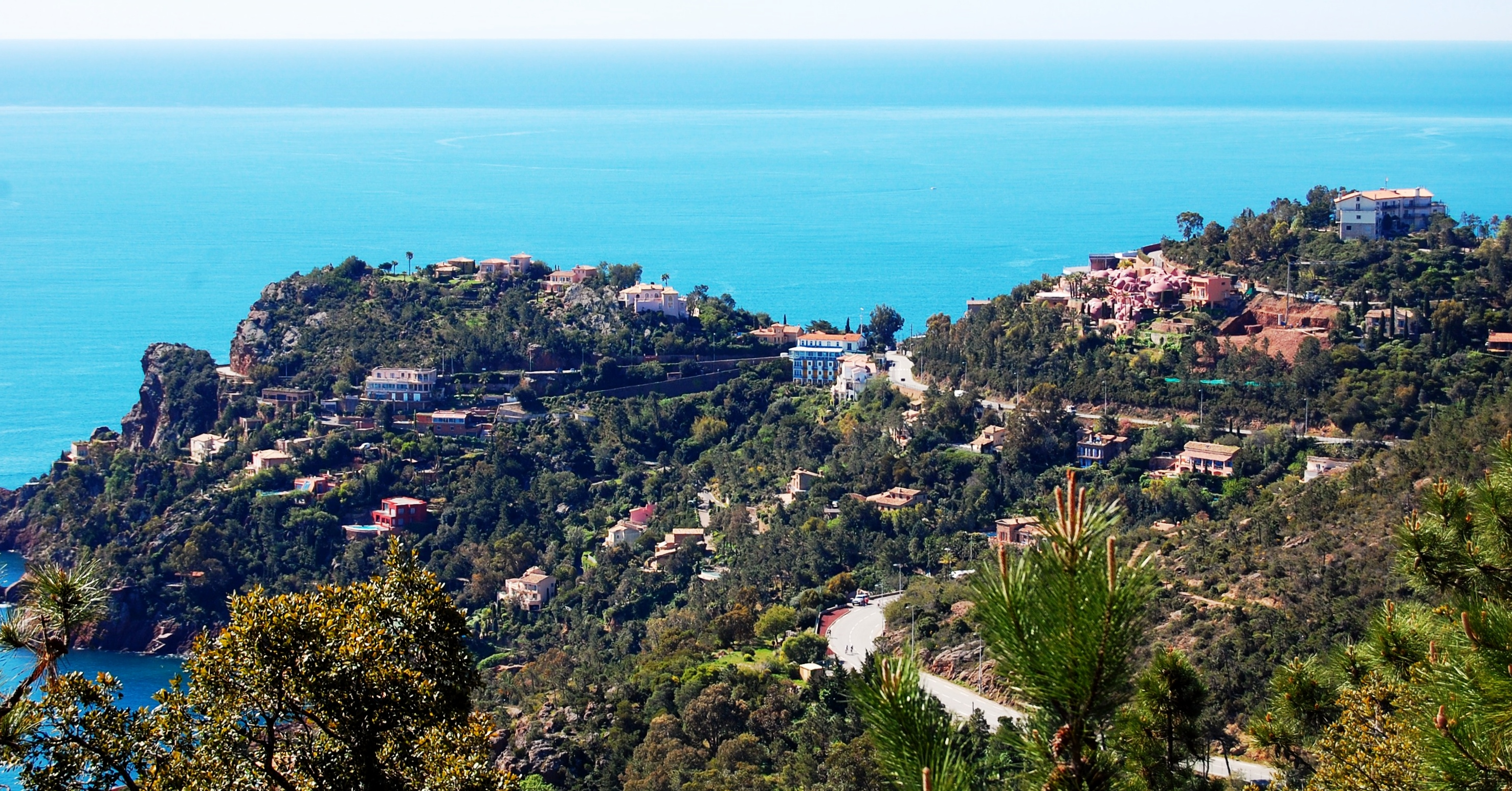
La pointe de l'Esquillon et le "Palais Bulles".
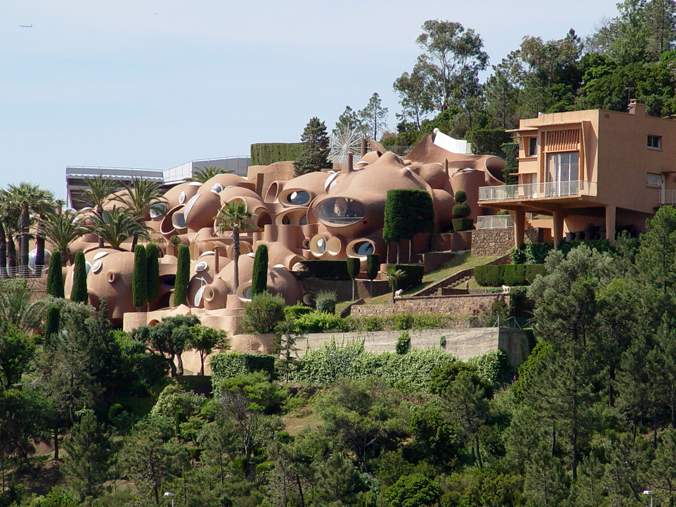
Le palais côté mer.
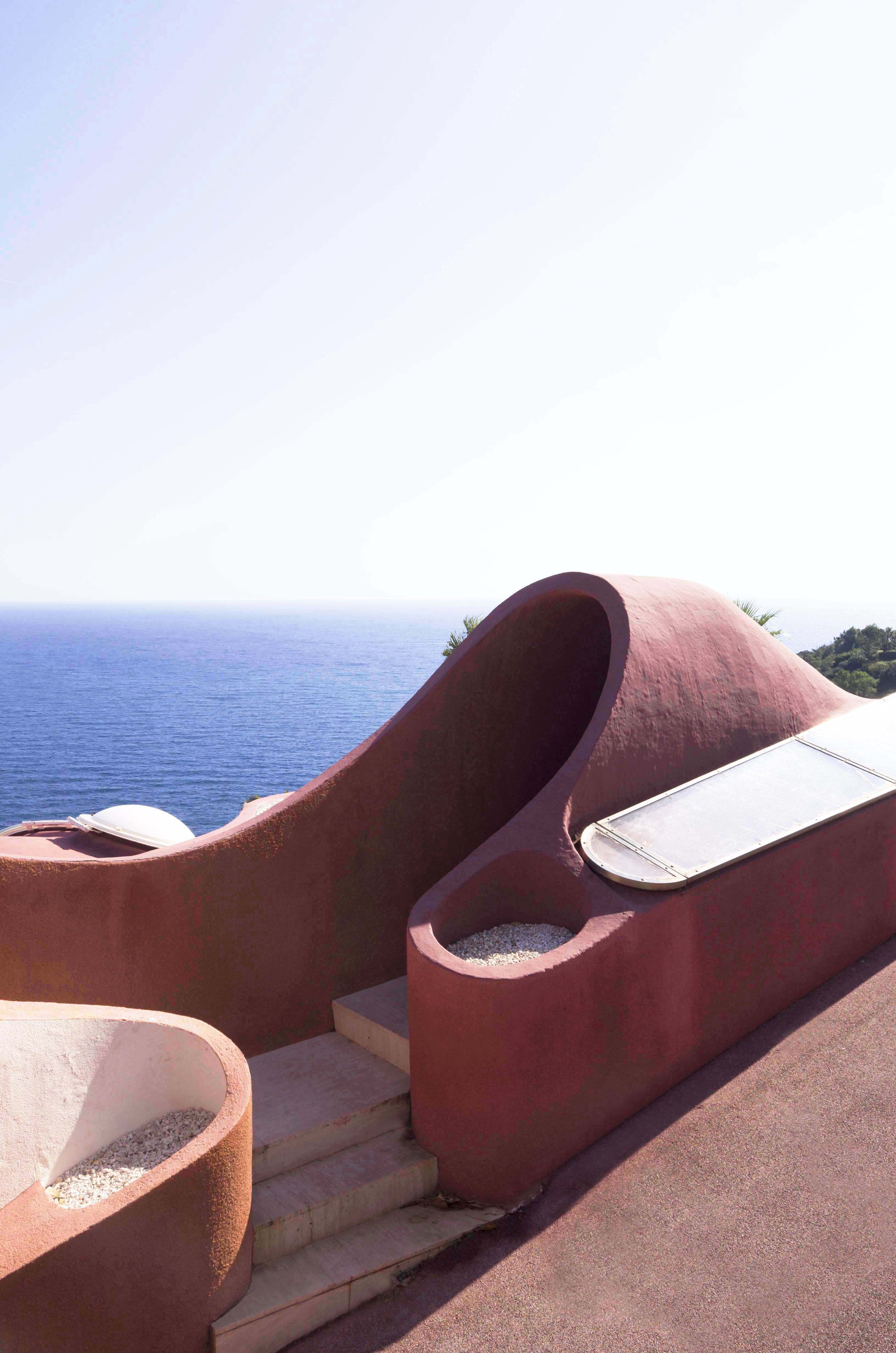
Détail en courbe de la maison.

## Dans la culture populaire
À l'été 2003, Emma Bunton, la chanteuse pop anglaise et ancienne membre du groupe Spice Girls, s'est fait photographier au Palais Bulles pour son album Free Me, sorti en 2004.
Le palais est visible dans le film Absolutely Fabulous tourné fin 2015 et sorti en 2016.
Le 5 juillet 2019, le clip du titre Haut Standing du rappeur français SCH, produit par Jardins Noirs, est publié sur YouTube, entièrement tourné au Palais Bulles.
Le 21 juillet 2023, le clip du titre K-POP de Travis Scott, en collaboration avec Bad Bunny et The Weeknd, est publié. La partie de la vidéo où chante The Weeknd est tournée au Palais Bulles.
En 2024, le groupe L'Impératrice y tourne un concert.